# Vražkov
Vražkov – miejscowość i gmina (obec) w Czechach, w kraju usteckim, w powiecie Litomierzyce. W 2022 roku liczyła 408 mieszkańców.